# Football aux Jeux de la Francophonie de 2013
 (avril 2025).
Si vous disposez d'ouvrages ou d'articles de référence ou si vous connaissez des sites web de qualité traitant du thème abordé ici, merci de compléter l'article en donnant les références utiles à sa vérifiabilité et en les liant à la section « Notes et références ».
Navigation
Édition précédente Édition suivante
Le Football aux Jeux de la Francophonie 2013 est le tournoi de football se déroulant à Nice lors de Jeux de la Francophonie 2013 et ouvert aux équipes nationales des moins de vingt ans.

## Équipes qualifiées
Quatorze équipes participent à la compétition :
- Burkina Faso
- Côte d'Ivoire
- Cameroun
- Canada
- Congo
- RD Congo
- France
- Gabon
- Haïti
- Liban
- Maroc
- Niger
- Rwanda
- Sénégal

## Déroulement du tournoi

### Premier tour

#### Groupe A
| Rang | Équipe        | Pts | J | G | N | P | Bp | Bc | Diff |
| ---- | ------------- | --- | - | - | - | - | -- | -- | ---- |
| 1    | Côte d'Ivoire | 6   | 2 | 2 | 0 | 0 | 6  | 1  | +5   |
| 2    | RD Congo      | 3   | 2 | 1 | 0 | 1 | 6  | 2  | +4   |
| 3    | Niger         | 0   | 2 | 0 | 0 | 2 | 1  | 9  | -8   |

     Équipe qualifiée ou victorieuse ; Pts = points ; J = joués ; G = gagnés ; N = nuls ; P = perdus ;

Bp = buts pour ; Bc = buts contre ; Diff = différence de buts
| 7 septembre 2013 | RD Congo | 5 – 1 | Niger |  |
| 13:00            |          |       |       |  |

| 9 septembre 2013 | Côte d'Ivoire | 2 – 1 | RD Congo |  |
| 15:00            |               |       |          |  |

| 11 septembre 2013 | Niger | 0 – 4 | Côte d'Ivoire |  |
| 15:00             |       |       |               |  |

#### Groupe B
| Rang | Équipe  | Pts | J | G | N | P | Bp | Bc | Diff |
| ---- | ------- | --- | - | - | - | - | -- | -- | ---- |
| 1    | Sénégal | 7   | 3 | 2 | 1 | 0 | 8  | 1  | +7   |
| 2    | Gabon   | 7   | 3 | 2 | 1 | 0 | 8  | 2  | +6   |
| 3    | Haïti   | 3   | 3 | 1 | 0 | 2 | 2  | 6  | -4   |
| 4    | Liban   | 0   | 3 | 0 | 0 | 3 | 1  | 10 | -9   |

     Équipe qualifiée ou victorieuse ; Pts = points ; J = joués ; G = gagnés ; N = nuls ; P = perdus ;

Bp = buts pour ; Bc = buts contre ; Diff = différence de buts
| 7 septembre 2013 | Gabon | 1 – 1 | Sénégal |  |
| 15:30            |       |       |         |  |

| 7 septembre 2013 | Haïti | 2 – 0 | Liban |  |
| 15:00            |       |       |       |  |

| 9 septembre 2013 | Sénégal | 4 – 0 | Liban |  |
| 18:00            |         |       |       |  |

| 9 septembre 2013 | Gabon | 3 – 0 | Haïti |  |
| 18:00            |       |       |       |  |

| 11 septembre 2013 | Liban | 1 – 4 | Gabon |  |
| 18:00             |       |       |       |  |

| 11 septembre 2013 | Sénégal | 3 – 0 | Haïti |  |
| 18:00             |         |       |       |  |

#### Groupe C
| Rang | Équipe       | Pts | J | G | N | P | Bp | Bc | Diff |
| ---- | ------------ | --- | - | - | - | - | -- | -- | ---- |
| 1    | Maroc        | 3   | 2 | 1 | 0 | 1 | 2  | 1  | +1   |
| 2    | Cameroun     | 3   | 2 | 1 | 0 | 1 | 1  | 1  | 0    |
| 3    | Burkina Faso | 3   | 2 | 1 | 0 | 1 | 1  | 2  | -1   |

     Équipe qualifiée ou victorieuse ; Pts = points ; J = joués ; G = gagnés ; N = nuls ; P = perdus ;

Bp = buts pour ; Bc = buts contre ; Diff = différence de buts
| 6 septembre 2013 | Cameroun | 1 – 0 | Maroc |  |
| 15:00            |          |       |       |  |

| 8 septembre 2013 | Cameroun | 0 – 1 | Burkina Faso |  |
| 18:00            |          |       |              |  |

| 10 septembre 2013 | Maroc | 2 – 0 | Burkina Faso |  |
| 15:00             |       |       |              |  |

#### Groupe D
| Rang | Équipe | Pts | J | G | N | P | Bp | Bc | Diff |
| ---- | ------ | --- | - | - | - | - | -- | -- | ---- |
| 1    | Congo  | 7   | 3 | 2 | 1 | 0 | 7  | 2  | +5   |
| 2    | France | 4   | 3 | 1 | 1 | 1 | 4  | 4  | 0    |
| 3    | Canada | 3   | 3 | 1 | 0 | 2 | 2  | 3  | -1   |
| 4    | Rwanda | 2   | 3 | 0 | 2 | 1 | 1  | 2  | -1   |

     Équipe qualifiée ou victorieuse ; Pts = points ; J = joués ; G = gagnés ; N = nuls ; P = perdus ;

Bp = buts pour ; Bc = buts contre ; Diff = différence de buts
| 6 septembre 2013 | France | 4 – 1 | Canada |  |
| 18:00            |        |       |        |  |

| 8 septembre 2013 | Rwanda | 0 – 1 | Canada |  |
| 18:00            |        |       |        |  |

| 8 septembre 2013 | Congo | 3 – 0 | France |  |
| 15:00            |       |       |        |  |

| 10 septembre 2013 | France | 0 – 0 | Rwanda |  |
| 18:00             |        |       |        |  |

| 10 septembre 2013 | Canada | 1 – 3 | Congo |  |
| 18:00             |        |       |       |  |

| 11 septembre 2013 | Congo | 1 – 1 | Rwanda |  |
| 15:00             |       |       |        |  |

### Tableau final
Dans le tableau suivant, une victoire après prolongation est indiquée par (a.p.) et une séance de tirs au but par (t.a.b.).
|  | Demi-finales        | Demi-finales        |                        |   | Finale              | Finale              |
|  | Demi-finales        | Demi-finales        |                        |   | Finale              | Finale              |
|  |                     |                     |                        |   |                     |                     |
|  | 13 Sept. 2013 17h00 | 13 Sept. 2013 17h00 |                        |   | 15 Sept. 2013 16h30 | 15 Sept. 2013 16h30 |
|  | 13 Sept. 2013 17h00 | 13 Sept. 2013 17h00 |                        |   | 15 Sept. 2013 16h30 | 15 Sept. 2013 16h30 |
|  | Côte d'Ivoire       | 1                   |                        |   | 15 Sept. 2013 16h30 | 15 Sept. 2013 16h30 |
|  | Côte d'Ivoire       | 1                   |                        |   | 15 Sept. 2013 16h30 | 15 Sept. 2013 16h30 |
|  | Maroc               | 1                   |                        |   | 15 Sept. 2013 16h30 | 15 Sept. 2013 16h30 |
|  | Maroc               | 1                   | Maroc                  | 1 |                     |                     |
|  | 13 Sept. 2013 20h00 |                     | Maroc                  | 1 |                     |                     |
|  |                     | Congo               | 2                      |   |                     |                     |
|  | Sénégal             | Congo               | 2                      | 0 |                     |                     |
|  | Sénégal             |                     |                        | 0 |                     |                     |
|  | Congo               | 0                   |                        |   |                     |                     |
|  | Congo               | 0                   | Match pour la 3e place |   |                     |                     |
|  |                     |                     |                        |   |                     |                     |
|  | 15 Sept. 2013 14h00 |                     |                        |   |                     |                     |
|  |                     |                     |                        |   |                     |                     |
|  | Sénégal             | 0                   |                        |   |                     |                     |
|  | Sénégal             | 0                   |                        |   |                     |                     |
|  | Côte d'Ivoire       | 0                   |                        |   |                     |                     |
|  | Côte d'Ivoire       | 0                   |                        |   |                     |                     |

#### Demi-finales
| 13 septembre 2013 | Côte d'Ivoire | 1 – 1       | Maroc |  |  |
| 17:00             |               | (1 – 1)     |       |  |  |
| 17:00             | 8             | Tirs au but | 9     |  |  |

| 13 septembre 2013 | Sénégal | 0 – 0       | Congo |  |  |
| 20:00             |         | (0 – 0)     |       |  |  |
| 20:00             | 2       | Tirs au but | 3     |  |  |

#### Match pour la troisième place
| 15 septembre 2013 | Sénégal | 0 - 0       | Côte d'Ivoire |  |  |
| 14:00             |         | (0 - 0)     |               |  |  |
| 14:00             | 11      | Tirs au but | 10            |  |  |

#### Finale
| 15 septembre 2013 | Maroc | 1 - 2   | Congo |  |  |
| 16:30             |       | (1 - 0) |       |  |  |